# Loi infiniment divisible
En probabilités, une loi infiniment divisible est une propriété de certaines lois de probabilités, étendant la définition des lois stables.

## Définition
Pour n un entier non nul, une loi de probabilités {\displaystyle {\mathcal {L}}} est dite n-divisible (ou n-stable) s'il existe n variables aléatoires {\displaystyle X_{1},...,X_{n}}, iid et de même loi, telles que la variable {\displaystyle X_{1}+...+X_{n}} suive la même loi {\displaystyle {\mathcal {L}}}.
Une loi est dite infiniment divisible si et seulement si elle est n-stable pour tout n > 0.
De manière équivalente, une loi de  fonction caractéristique φ est infiniment divisible si et seulement si, pour tout n > 0, φn est une fonction caractéristique.

## Exemples
Les lois normale, de Poisson, exponentielle, gamma, géométrique, binomiale négative, de Cauchy, du χ² non centrée, de Pareto, de Gumbel, de demi-Cauchy sont des lois infiniment divisibles.

## Processus de Lévy
Les lois des accroissements d'un processus de Lévy sont infiniment divisibles, les accroissements de longueur t étant la somme de n accroissements de longueur t/n qui sont i.i.d. (indépendantes identiquement distribuées) par hypothèse.